# Il mondo nuovo (epos)

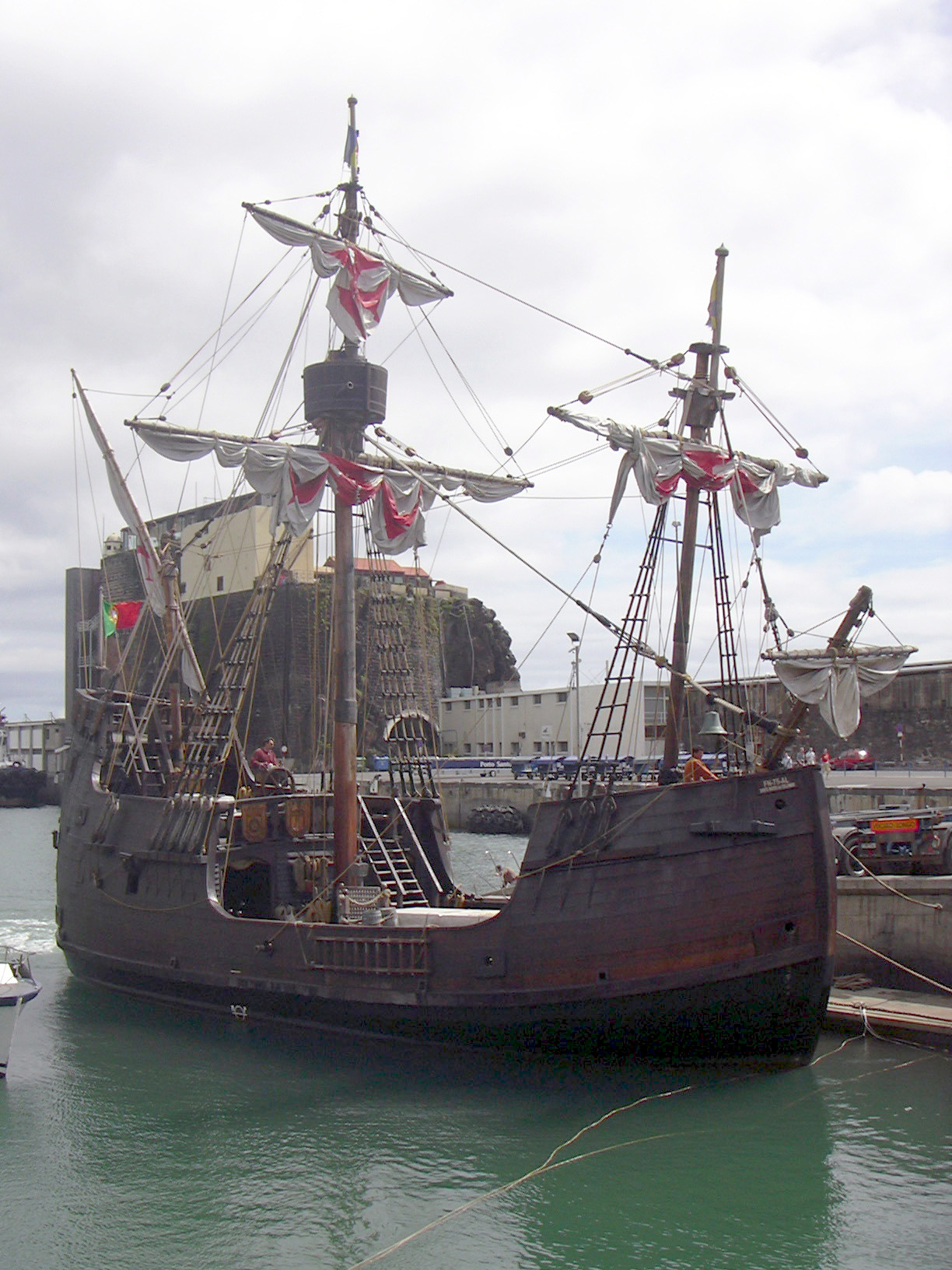
Replika flagowego okrętu Krzysztofa Kolumba "Santa Maria"

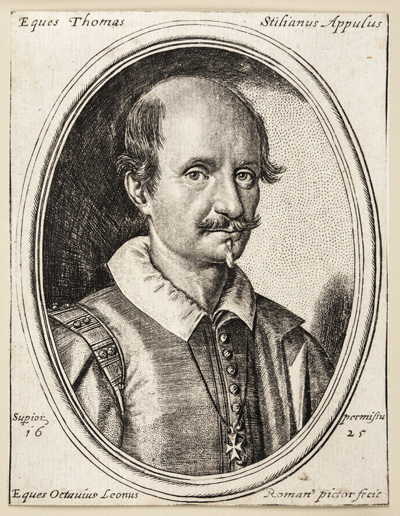
Tommaso Stigliani (1573-1651)

Il mondo nuovo – epos siedemnastowiecznego włoskiego poety Tommasa Stiglianiego, opublikowany po raz pierwszy w pełnej wersji w 1628. Utwór opowiada o wyprawie Krzysztofa Kolumba i odkryciu Ameryki. Składa się z trzydziestu czterech pieśni. Poemat został napisany jedenastozgłoskowcem (endecasillabo) ujętym w oktawy (ottava rima), czyli strofy ośmiowersowe rymowane abababcc, typowe dla renesansowej i barokowej epiki włoskiej, hiszpańskiej i portugalskiej.